# Fédération internationale de Scrabble francophone
La Fédération internationale de Scrabble francophone (FISF) est une association qui réunit les amateurs du jeu Scrabble. Elle a été établie en 1978 à Bruxelles, en Belgique par Hippolyte Wouters. Elle compte 24 pays et environ 23 000 licenciés comme membres. Le président actuel est Patrice Jeanneret.

## Histoire de la fédération
Les premiers championnats du monde ont eu lieu en Belgique en 1972. Après, la fédération belge est fondée cette même année ; la fédération française nait en 1974 ; la fédération suisse est établie en 1977 et la fédération québécoise est établie en 1980.
En 1978, avec Hippolyte Wouters comme président, la Fédération internationale de Scrabble francophone est officiellement établie, avec sa base à Bruxelles et 4 membres : la Belgique, la France, le Québec et la Suisse. En 2006 à la suite des Championnats du monde, il y avait 24 fédérations dont 16 fédérations africaines.
La FISF dépose et fait enregistrer ses statuts le 29 octobre 1992, auprès des autorités belges.

## Mission
- Aider les fédérations nationales
- Créer et soutenir les nouvelles fédérations
- Faciliter les échanges entre les différentes fédérations
- Encourager le Scrabble scolaire
- Mettre à jour les règlements officiels
- Mettre à jour les ouvrages officiels
- Implémenter un classement international
- Organiser un championnat du monde de Scrabble

## Structure

### Conseil d'administration

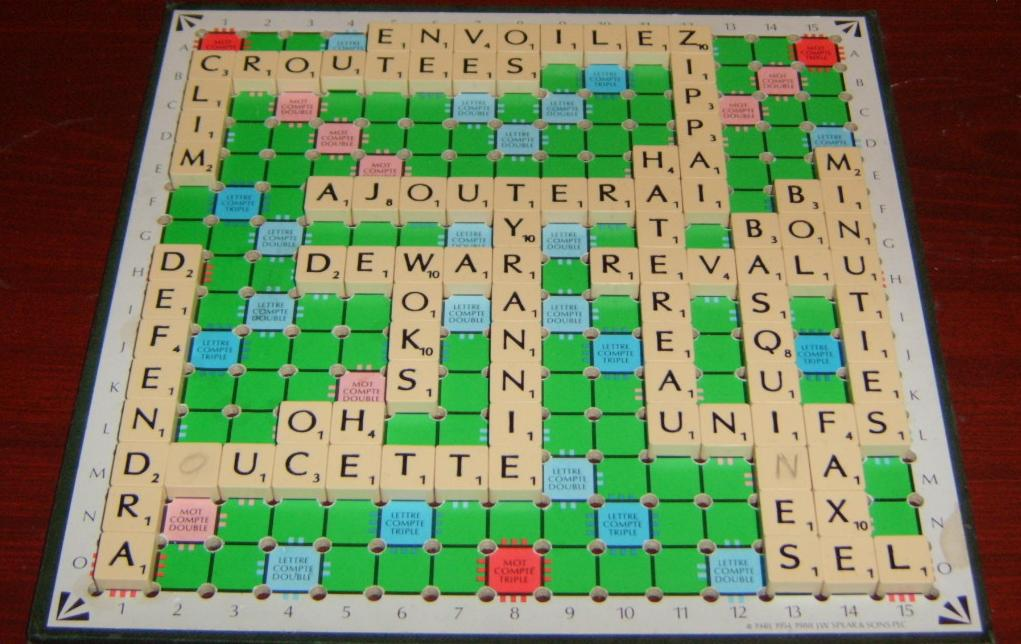
Une partie duplicate.

Le conseil d'administration est composé de six membres. Sa mission
- Établir et vérifier un budget
- Gérer les fonds
- Supervision des autres commissions

Membres
- Patrice Jeanneret, Suisse, président
- Florian Lévy, France, 1er vice-président, promotion, gestion et développement du site internet
- Amar Diokh, Sénégal, 2e vice-président, développement du Scrabble en Afrique, relations avec le Bureau Afrique
- Françoise Marsigny, Québec, secrétaire
- Daniel Kissling, Suisse, trésorier
- Yves Brenez, Belgique, membre

### Commissions techniques
Il y a sept différentes commissions qui s'occupent de sept domaines liés au jeu
- La commission Classement et tournois (CCT)
- La commission internationale d'éthique (CIE)
- La commission internationale des jeunes et du Scrabble scolaire (CIJSS)
- La commission Promotion (CP)
- La commission Publications et Internet (CPI)
- La commission du règlement (CR)
- La commission Scrabble classique (CSC)

### Le comité directeur
Le comité directeur est formé des administrateurs, des présidents de commissions techniques ainsi que des présidents (ou de leur représentant mandaté) des fédérations affiliées à la FISF.

## Publications
- L'Officiel du jeu Scrabble (ODS) - le dictionnaire officiel de Scrabble francophone
- Larousse du Scrabble - l'histoire, conseils, astuces, profils, photos et jeux.
- Guide d'Organisation et d'Arbitrage (GOA) - Les indications nécessaires pour organiser et arbitrer des compétitions
- L'École du Scrabble - Conseils pour l'initiation au Scrabble scolaire.

## Membres

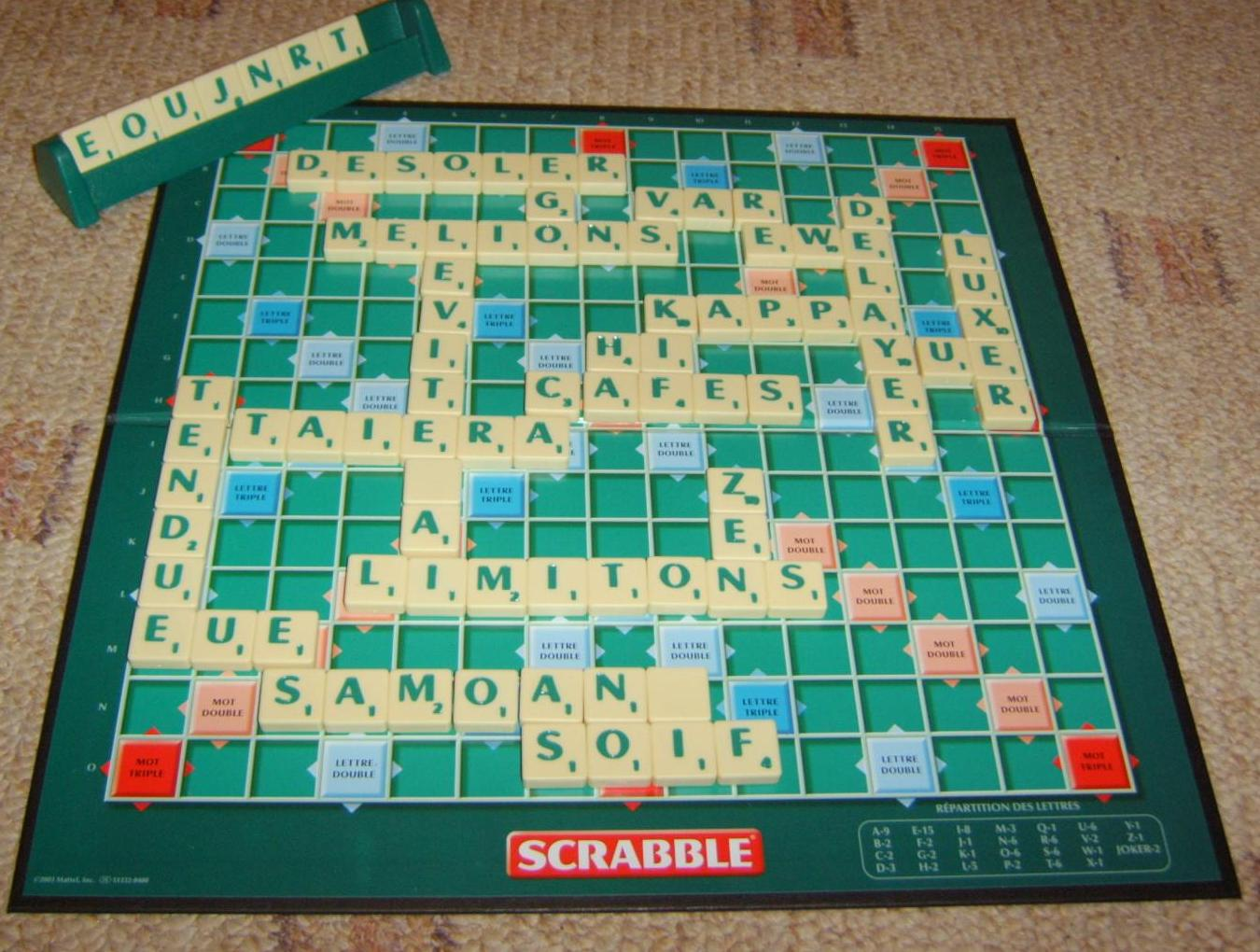
Une partie classique en cours.

24 fédérations
| - Afrique australe - Angola - Belgique - Bénin - Cameroun - Congo-Brazzaville - Congo Kinshasa - France - Guinée - Liban - Luxembourg - Madagascar |  | - Mali - Maroc - Mauritanie - Niger - Québec - Roumanie - Royaume-Uni - Sénégal - Suisse - Tchad - Togo - Tunisie |